# کونتور واچانان (لیما)
کونتور واچانان (به اسپانیایی: Kuntur Wachanan) یک کوه در پرو است که در Peru, Lima Region واقع شده‌است. کونتور واچانان ۴٬۸۰۰ متر بالاتر از سطح دریا واقع شده‌است.